# Ed Lincoln
Eduardo Lincoln Barbosa de Sabóia, mais conhecido como Ed Lincoln (Fortaleza, 31 de maio de 1932 — Rio de Janeiro, 16 de julho de 2012), foi um instrumentista (contrabaixista, pianista e organista), compositor, arranjador e produtor musical brasileiro.

## Biografia
Ainda em Fortaleza, cidade onde nasceu, Ed Lincoln começou a vida profissional como revisor e redator no jornal O Povo. Foi para o Rio de Janeiro em 1951 onde iniciou a carreira artística tocando contrabaixo em clubes e jam sessions. Depois passou para piano e depois Órgão Hammond. Trabalhou com Luís Eça, Dick Farney e Luiz Bonfá na década de 1950 e fez parte de conjuntos de casas noturnas, chegando a gravar um disco com o Trio Plaza, que tocava no hotel Plaza.
Na década de 60 criou um estilo na execução de órgão, que se tornou moda em bailes da época. Depois gravou LPs pela "Musidisc", gravadora da qual foi diretor musical e arranjador. Depois fundou seu próprio selo, o "DeSavoya". Em 1963 lança o histórico disco "Seu piano e seu órgão espetacular", que tinha sua leitura para músicas como "Só danço samba" e "Influência do jazz"; no mesmo ano o músico seria vítima de um grave acidente de carro que o deixou longe dos palcos por sete meses. Em 1964 lança do disco "A volta", marcando seu retorno ao mundo musical.
Em seu conjunto, estiveram presentes os cantores Pedrinho Rodrigues, Silvio César, Orlandivo e Tony Tornado. O cantor Emílio Santiago substituiu Tony Tornado, quando este saiu para disputar o  V Festival Internacional da Canção, no Rio de Janeiro.
É conhecido por ter utilizado em seus discos os seguintes pseudônimos: Don Pablo de Havana, Les 4 Cadillacs, The Lovers, De Savoya Combo, Ed Kennedy, Claudio Marcelo, Danny Marcel, dentre outros. Ao longo da sua carreira, foi acompanhado por músicos consagrados como Bebeto Castilho, Wilson das Neves, Durval Ferreira, Humberto Garin, Celinho, Claudio Roditi, Luiz Alves, Paulinho Trompete, Alex Malheiros e Márcio Montarroyos.
Fez arranjos em gravações dos anos 70 para as cantoras Elza Soares e Beth Carvalho. Ele ainda lançou o LP Órgão e Piano Elétrico (1971) pela CID e em 1989 o disco, Novo Toque, pela Elenco/Polygram. Também nos anos 70, Ed passou a se dedicar mais a jingles e trilhas sonoras, ainda fez experiências com computadores e música.
Com a saúde debilitada por problemas pulmonares e de coluna (resquício do acidente sofrido em 1963), Lincoln se recolheu na cidade de Petrópolis. Longe dos palcos há anos, em 2003, Ed Lincoln faria uma série de apresentações no Centro Cultural Banco do Brasil; já em 2007 voltou aos estúdios para gravar uma participação no samba "Sem compromisso", numa colaboração com o cantor de reggae/sambas e DJ brasileiro Marcelinho da Lua. Em 2010 o documentário "Ed Lincoln - O rei do sambalanço" foi produzido pelo cineasta Marcelo Almeida. Os seis dos discos que Lincoln lançou na década de 1960, foram relançados em 2011 em uma caixa "box" intitulada "O rei dos bailes".
Morreu aos 80 anos de idade, por insuficiência respiratória. Foi sepultado no Cemitério de São João Batista, no Rio de Janeiro.

## Discografia
- Trio Plaza – Uma Noite no Plaza – 1955 – Radio
- Luiz Bonfá e Eduardo Lincoln – Noite e Dia – 1956 – Continental
- Ao teu ouvido – 1958 – Helium
- Órgão Espetacular – 1960 – Musidisc
- Seu Piano e Seu Órgão Espetacular – 1961 – Musidisc
- Ed Lincoln e Seu Órgão Espetacular – 1962 – Musidisc
- Seu Piano e Seu Órgão Espetacular – 1963 – Musidisc
- A Volta – 1964 – Musidisc
- Ed Lincoln/Orlann Divo/Nilo Sérgio – 1966 – Musidisc
- Ed Lincoln – 1966 – Musidisc
- Ed Lincoln – 1968 – Savoya
- Órgão e Piano Elétrico – 1971 – CID
- Novo Toque – 1989 – Elenco/Polygram

## Outros Projetos
- Don Pablo de Havana – 1960 – Musidisc
- Les 4 Cadillacs – Doucement Novamente – 1961 – Masterpiece/Musidisc
- Les 4 Cadillacs – Doucement, Mon Amour – 1962 – Masterpiece/Musidisc
- Les 4 Cadillacs – Doucement Chérrie – 1962 – Masterpiece/Musidisc
- Les 4 Cadillacs – 1963 – Masterpiece/Musidisc
- Les 4 Cadillacs – 1964 – Masterpiece/Musidisc
- The Lovers – Lover – 1961 – Nilser/Musidisc
- The Lovers – Lover Vo. 2 – 1961 – Nilser/Musidisc

Ed Lincoln, 1961. Arquivo Nacional.

- De Savoya Combo – 1969 – Savoya
- De Savoya – 1972 – Polydor
- Ed Kennedy – 1973 – Star/Beverly

## Participações
- Dick Farney e seu Jazz Moderno Ao Vivo no Auditório de O Globo - 1959 - Odeon
- Nilo Sérgio, sua orquestra e vozes – Isto é Romance – 1962 – Musidisc
- Orlandivo – A Chave do Sucesso – 1962 – Musidisc
- Orlandivo - Orlann Divo – 1963 – Musidisc
- Pedrinho Rodrigues – Tem que balançar – 1962 – Musidisc
- Pedrinho Rodrigues – 1963 – Musidisc
- Conjunto Balanbossa – Não Quero Ver Você Triste – 1974 – Coledisc
- Elza Soares – 1974 – Tapecar
- Elza Soares  – Nos Braços do Samba – 1975 – Tapecar
- Beth Carvalho – Pandeiro e Viola – 1975 – Tapecar
- Silvio Cesar – Som e Palavras – 1977 – RCA Victor